# 妻子 (2003年電視劇)
《妻子》是韓國KBS電視台於2003年1月至7月期間播放的月火連續劇，由劉東根、金喜愛、嚴正化、鄭寶石、文瑾瑩等演出。

## 劇情介紹
1996年，韓尚振是一位大學教授，與妻子金娜英育有女兒敏珠。有一次，尚振到濟州島開會議，但遇上車禍，喪失了記憶，他後來與照顧他的護士徐賢子結婚，並生下一個兒子。7年後，尚振的記憶漸漸被喚起，賢子因此非常擔心；而尚振的母親希望娜英能與南賢弼再婚，但娜英仍未忘記尚振。娜英因敏珠在舞蹈比賽得獎而與賢弼帶著敏珠到滑雪場滑雪，在那裏，賢弼再次遇到了尚振……

## 演員表
- 劉東根 飾演 韓尚振／閔永泰
- 金喜愛 飾演 金娜英
- 嚴正化 飾演 徐賢子
- 鄭普碩 飾演 南賢弼
- 文瑾瑩 飾演 韓敏珠

## 外部連結
- 韓國KBS官方網站 

| KBS 2TV 月火劇                           | KBS 2TV 月火劇                           | KBS 2TV 月火劇 |
| ---------------------------------------- | ---------------------------------------- | -------------- |
|                                          | 妻子 （2003年1月6日 - 2003年7月1日）     |                |
| 孤獨 （2002年10月21日 - 2002年12月24日） | 夏日香氣 （2003年7月7日 - 2003年9月8日） |                |